# Cortyta grisea
Cortyta grisea är en fjärilsart som beskrevs av John Henry Leech 1900. Cortyta grisea ingår i släktet Cortyta och familjen nattflyn. Inga underarter finns listade i Catalogue of Life.